# Oasis de Qattara

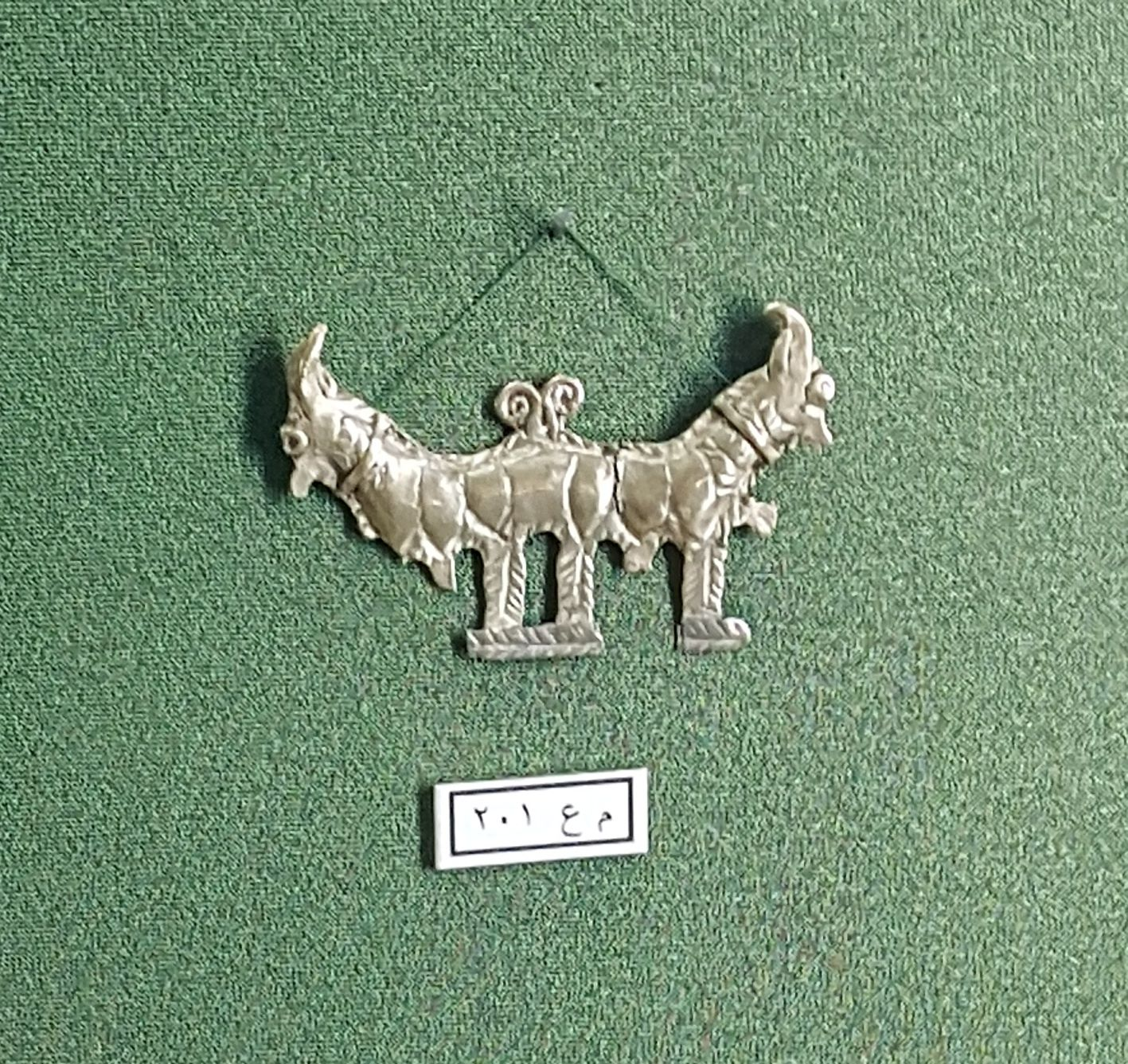
Colgante que representa un par de animales con cuernos entrelazados hallado en el oasis de Qattara, Al Ain.

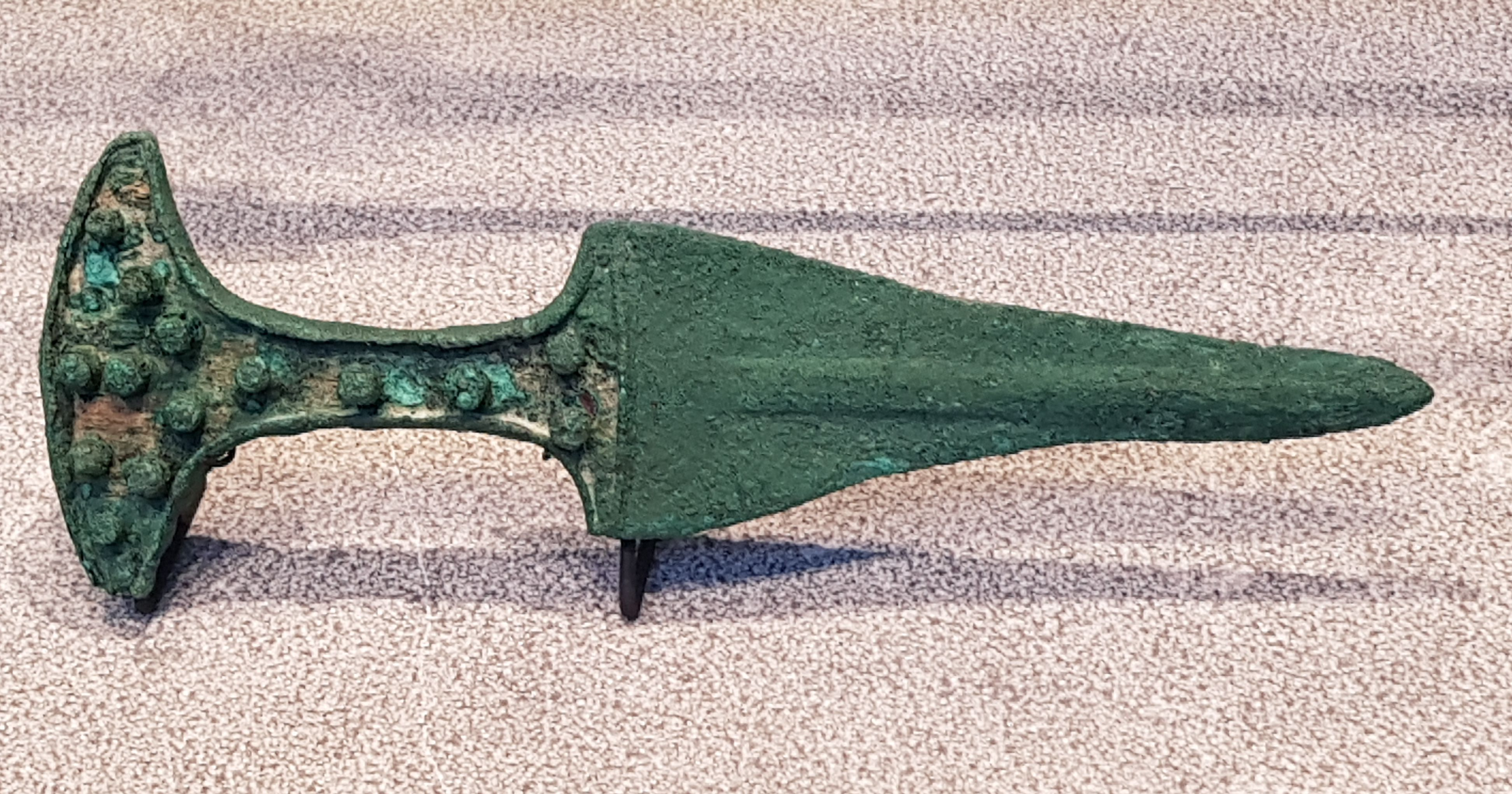
Daga de la Edad del Hierro, datada en el año 1000 a. C., procedente de Qattara. Expuesta en el Louvre Abu Dabi, cedida por el Museo Nacional de Al Ain.

El Oasis de Qattara (en árabe: وَاحَـة الْـقَـطَّـارَة‎, romanizado: Wāḥat al-Qaṭṭārah) es una zona de cultivo irrigado de dátiles en Al Ain, Emiratos Árabes Unidos que presenta un característico sistema de riego falaj (en árabe: فَـلَـج‎), así como un yacimiento arqueológico de finales de la Edad del Bronce datado entre 1800 y 1500 a. C. El oasis ha sido estudiado exhaustivamente por estudiantes de la Universidad de Al Ain desde 2015, y alberga 19 edificios de diversa antigüedad, nueve de los cuales son mezquitas. Se cree que entre ellos se encuentran algunos de los edificios más antiguos que siguen en pie en Al Ain.

## Historia
Los hallazgos a 14m de tumbas de la Edad del Bronce en Qattara incluye vasos y cuencos de la época de la cultura de Wadi Suq, espadas de bronce de entre 30 y 60 cm de longitud, y espadas cortas y puñales de finales de la Edad del Bronce y de la Edad del Hierro. Los artefactos recuperados también incluyen joyas de cornalina, a menudo asociadas por los historiadores de los EAU con vínculos comerciales con el valle del Indo. Un hallazgo de especial interés en Qattara es un colgante de la Edad del Bronce descubierto en la década de 1970 que representa una pareja de animales cornudos con dos cuerpos o entrelazados.
Se cree que la tumba comunal de la cultura de Wadi Suq en Qattara se construyó con piedras recuperadas de enterramientos anteriores de la cultura de Umm al-Nar.

## Edificios recientes
Qattara también cuenta con un antiguo zoco que data de la década de 1930. Formado por 19 tiendas dispuestas en una callejuela, el zoco fue parcialmente restaurado en la década de 1970. El sistema de riego falaj está protegido por la torre Al Daramikah erigida por la tribu que cultivó el oasis hasta el siglo XX. They also give their name to a house adjacent to the tower, the Al Darmaki House.

### La Casa Darmaki
La casa Darmaki o Bait bin Ati Al Darmaki ha sido objeto de una serie de estudios arqueológicos que han proporcionado unas 15 000 piezas de cerámica islámica tardía, con hallazgos de cerámica china y cerámica Julfar del periodo 1500-1650 a. C.. También se encontraron hallazgos de cerámica vidriada de color entre naranja parduzco claro y marrón oscuro del tipo Bahla o Khunj y de cerámica vidriada verde monocroma datada en este periodo. Los hallazgos posteriores, identificados principalmente entre 1650 y 1800 a. C., apuntan a un posible uso de la zona como vertedero de cerámica, dada la profusión de hallazgos, entre los que se incluyen cerámica de Julfar, cerámica vidriada y una mayor proporción de cerámica china, incluida una pieza con la marca en chino Chun-Li o “brisa de primavera” en su base. Los hallazgos islámicos tardíos incluían pequeñas cantidades de cerámica de Julfar, cerámica comercial china y porcelana con dibujo de sauce.